# Implication stricte
En logique mathématique, l'implication stricte est une construction de Clarence Irving Lewis fondée sur la logique modale. L'objectif de l'implication stricte est d'éviter les apparents paradoxes de l'implication logique, qui est appelée dans ce contexte implication matérielle. Un exemple de ces paradoxes est le fait, appelé ex-falso quodlibet, qu'un énoncé contradictoire implique tout énoncé,.